# مانويلا زينسبيرجير
مانويلا زينسبيرجير (مواليد 19 أكتوبر 1995) هي لاعبة كرة قدم نمساوية تلعب في مركز حارس المرمى في نادي أرسنال.

## روابط خارجية
- مانويلا زينسبيرجير على موقع الاتحاد الأوربي (الإنجليزية)
- مانويلا زينسبيرجير على موقع قاعدة بيانات كرة القدم.إي يو (الإنجليزية)
- مانويلا زينسبيرجير على موقع Soccerway.com (الإنجليزية)
- مانويلا زينسبيرجير على موقع عالم كرة القدم.نت (الإنجليزية)